# 나카타 죠지
나카타 죠지(中田 譲治, 4월 22일 ~ )는 일본의 배우, 성우이다. 오자와 사무소 소속, 도쿄 도 출신.

## 약력
- 대학에서 연극을 전공하고 새대극, 형사 드라마, 특촬물 등에 출연하다가 성우 노무라 미치코의 권유로 켄 프로덕션에 소속되어 성우로 진출. 1990년대 이후로는 성우에 전념하고 있다.
- 성우에 주력하는 이유는 성우 일이 바빠서 다른 활동을 할 수 없게 된 것도 있으나, 본인은 외모 때문에 악역만 맡게 되니까 라고 농담처럼 말한다.
- 타입문이 좋아하는 성우라고 불리는데, 공의 경계 드라마CD 수록시 대사도 적은 역할인데도 두꺼운 원작 소설을 다 읽고 온 모습에 감동하여 이후 타입문에서는 자사 작품에 반드시 출연시키고 있다고 한다.

## 출연작

### TV 드라마
1986년
- 초신성 플래시맨 (사 카우라)

1988년
- 초수전대 라이브맨 (대교수 비아스)

### TV 애니메이션
1996년
- 슬레이어즈 NEXT (마룡왕 가브)
- 천공의 에스카플로네 (폴켄)
- 용자지령 다그온(브레이브 성인)

1997년
- 슬레이어즈 TRY (마룡왕 가브)
- 중화일번(한/마평)

1998년
- AWOL(넬슨)
- 버블검 크라이시스 도쿄 2040(브라이언 메이슨)
- 마술사 오펜(차일드맨)

2001년
- 헬싱 (아카드)

2003년
- 소닉 X (다크 오크)

2004년
- 개구리 중사 케로로 (기로로)
- 암굴왕 (몬테 크리스토 백작)
- 조이드 퓨저스 (마스크맨)
- 마법소녀 아르스 (그랑데)

2005년
- 마법소녀 리리컬 나노하 A'S (크라이드 하라오운)
- 솔티레이 (로이 레반트)
- 트랜스포머 사이버트론 (마스터 메가트론)
- BLOOD+ (암셸)

2006년
- 서쪽의 착한 마녀(라이어몬 리즈)
- 코드기어스 반역의 를르슈 (디트하르트 리트)
- 페이트/스테이 나이트 (코토미네 키레)
- 은혼 (도신 키도마루)

2007년
- 모에땅 (댄디/마법왕국 국왕)
- 스케치북 ~full color's~ (곰)
- 월면 토끼병기 미나 (무명씨, 나레이션)

2008년
- 코드기어스 반역의 를르슈 R2 (디트하르트 리트)

2009년
- 흑신 The Animation (슈타이너)
- 샹그리라 (모모코)

2010년
- 언젠가는 대마왕 (흑룡 피터하우젠)
- 누라리횬의 손자 (규키)
- WORKING!! (오토 효고)
- 가면라이더 OOO(오즈) (버스 기믹음성)
- 아마가미 SS (나카타 사에 편) (나레이션)

2011년
- Fate/Zero (코토미네 키레)
- 스켓 댄스 (츄우마 테츠지)

2012년
- 아마가미 SS+ plus (나카타 사에 편) (나레이션)
- 원피스 (호디 존스)

2013년
- 내 뇌 속의 선택지가 학원 러브 코미디를 전력으로 방해하고 있다 (나레이션)

### OVA
1996년
- 애천사전설 웨딩피치DX(오아시스)

2002년
- 전투요정 유키카제(제임스 부커)

2004년
- 건담 이글루 - 1년 전쟁비록(페데리코 찰리아노)

2006년
- 헬싱 OVA(아카드)

### 극장판 애니메이션
2007년
- 공의경계 시리즈(아라야 소렌)

2020년
- 얼터드 카본: 리슬리브(오가이)
- 극장판 짱구는 못말려: 격돌! 낙서왕국과 얼추 네 명의 용사들(낙서왕)

2022년
- 명탐정 코난: 할로윈의 신부(폭파범 사내)

### 게임
1994년
- 철권(미시마 카즈야)

1995년
- 철권2(미시마 카즈야)

1997년
- 철권3(미시마 카즈야)

1999년
- 철권 태그 토너먼트(미시마 카즈야)

2000년
- 바사라(도도 다카토라, 세라다 지로사부로, 도쿠가와 이에야스)
- 페르소나2 벌(파오푸)

2002년
- 일본판스타크래프트 (테사다르)

2003년
- 아크 더 래드 정령의 황혼(간츠)

2004년
- 테일즈 오브 리버스(이폰)

2005년
- 테일즈 오브 디 어비스(반 그란츠)

2006년
- Melty Blood(네로 카오스)
- 전국무쌍 2(도쿠가와 이에야스)

2007년
- 오딘 스피어(카론 왕)
- 테일즈 오브 팬덤 Vol.2(반 그란츠)
- 스타오션1 First Departure (말토스 킬리트(밀리의 아버지))
- 크라이시스 코어 파이널 판타지VII(바이스)
- Guilty Gear 2 : Overture (솔 배드가이)

2008년
- Guilty Gear XX Accent Core + (솔 배드가이 - 이시와타리 다이스케로 변경 가능)

### 드라마CD
2006년
- 공의경계 제1장 부감풍경(아라야 소렌)

2007년
- 타입문 드라마 시디 All around TYPE-MOON 아넨엘베의 하루(아라야 소렌,코토미네 키레,네로 카오스,네코 카오스)

2010년
- 기교소녀는 상처받지 않아 문고4권&코믹1권 특장판CD (시그문트)